# Comuna Puhacivka, Mlîniv
Puhacivka (în ucraineană Пугачівка) este o comună în raionul Mlîniv, regiunea Rivne, Ucraina, formată din satele Moskovșciîna, Novînî și Puhacivka (reședința).

## Demografie
Componența lingvistică a comunei Puhacivka
     Ucraineană (99,24%)
     Alte limbi (0,69%)
Conform recensământului din 2001, majoritatea populației comunei Puhacivka era vorbitoare de ucraineană (99,24%), existând în minoritate și vorbitori de alte limbi.